# Bensimalites
Els bensimalites o Bene Sim'al, "Fills de l'esquerra", (al nord de l'Eufrates) par oposició als benjaminites, Bene Yamina, "Fills de la dreta" (al sud) foren una divisió dels beduïns nòmades haneus o khaneus (gent qui viuen sota la tenda", del gran grup dels amorrites, que van envair Mesopotàmia vers l'inici del segon mil·lenni
Els benjaminites i els bensimalites es van instal·lar principalment a la Mesopotàmia siriana, i estan ben documentats mercès als arxius de Mari i d'Ebla. Van donar suport a Zimri-Lin, de l'antiga dinastia de Mari, en la lluita contra el rei Yashmakhadad, fins que va aconseguir el poder vers 1775 aC. L'aliança entre el rei i els bensimalites no es va trencar mai i foren la punta de llança de l'exèrcit reial i les forces de manteniment de l'orde (els bazahatum), i per contra van rebre el suport del rei en les disputes amb els rivals benjaminites. L'any 1770 o 1769 aC els benjaminites i els bensimalites, que havien estat enfrontats en una guerra, es van reconciliar i el regne de Mari va estar en pau després d'anys de conflicte.

## Forma de vida
Els beduïns bensimalites no eren estrictament nòmades sinó seminòmades; pasturaven una part de l'any però tenien també pobles en els quals intercanviaven els seus productes i mercaderies i s'avituallaven i descansaven un temps. Fins i tot és possible que una part de la tribu fos sedentària de manera permanent guardant solidaritat amb els nòmades. L'ús de les terres per pastura comportava conflictes amb els cultivadors i el merhum o cap de la pastura dirimia aquests problemes. Inicialment els sedentaris cultivadors ocupaven les terres properes al riu i els nòmades l'estepa prop del desert però més endavant els nòmades van agafar el control d'algunes poblacions de la vall de l'Eufrates on es van barrejar nòmades i sedentaris, com Mišlân i Appân amunt i avall de Mari, o Samanum al districte de Terqa.